# Jellisonia grayi
Jellisonia grayi är en loppart som beskrevs av Hubbard 1958. Jellisonia grayi ingår i släktet Jellisonia och familjen fågelloppor. Inga underarter finns listade i Catalogue of Life.